# Vladimír Čobrda
Vladimír Pavol Čobrda (20. července 1880 Smrečany – 2. září 1967 Smrečany) byl slovenský evangelický farář a biskup, československý politik a poslanec Revolučního národního shromáždění.

## Biografie
Absolvoval studium teologie v Prešově, Bratislavě a Erlangenu. Čestný doktorát získal na Husově československé evangelické fakultě bohoslovecké v roce 1935. Působil jako farář v rodných Smrečanech a v Ružomberku. Od roku 1930 byl biskupem Východního distriktu a od roku 1934 generálním biskupem. Této funkce se vzdal roku 1951 a roku 1953 i funkce biskupa.
V letech 1918–1920 zasedal v Revolučním národním shromáždění za slovenskou reprezentaci (slovenští poslanci Revolučního národního shromáždění ještě nebyli organizováni podle stranických klubů). Byl profesí evangelickým farářem. Později se přiklonil k Republikánské straně zemědělského a malorolnického lidu (agrárníkům). V roce 1930 ho ale na post biskupa Východního distriktu evangelické církve podpořil i předseda Slovenské národní strany Martin Rázus.
V roce 1944 byl vězněn. V roce 1962 se stal předsedou Hurbanovy společnosti. Působil i jako překladatel Žalmů a Nového zákona. Roku 1992 se stal in memoriam nositelem Řádu Tomáše Garrigua Masaryka.
| Biskup ECAV             | Biskup ECAV               | Biskup ECAV           |
| ----------------------- | ------------------------- | --------------------- |
| Předchůdce: Jur Janoška | 1934–1951 Vladimír Čobrda | Nástupce: Ján Chabada |